# Island (Yonne)
Pour les articles homonymes, voir Island.
Island (prononcé ilan) est une commune française située dans le département de l'Yonne en région Bourgogne-Franche-Comté; Island se trouve dans le parc naturel régional du Morvan. Island portait autrefois le nom de Island-le-Saulsois, ou encore : Elianti villa, Ilantium.
Island est traversé par le ruisseau d'Aillon, ainsi que le ruisseau Goblot.

## Géographie
Le finage est aux limites de deux zones géologiques : en partie granitique ou argilo-siliceux, et en partie calcaire. Les terres y sont ici grasses et là maigres, hérissées de vastes forêts.
Le village est perché sur une hauteur et situé entre deux ruisseaux, affluents de la rivière Le Cousin, d'où lui viendrait son nom d'Ile, selon Claude Courtépée.
La plus grande ville qui se situe près d'Island est Avallon.

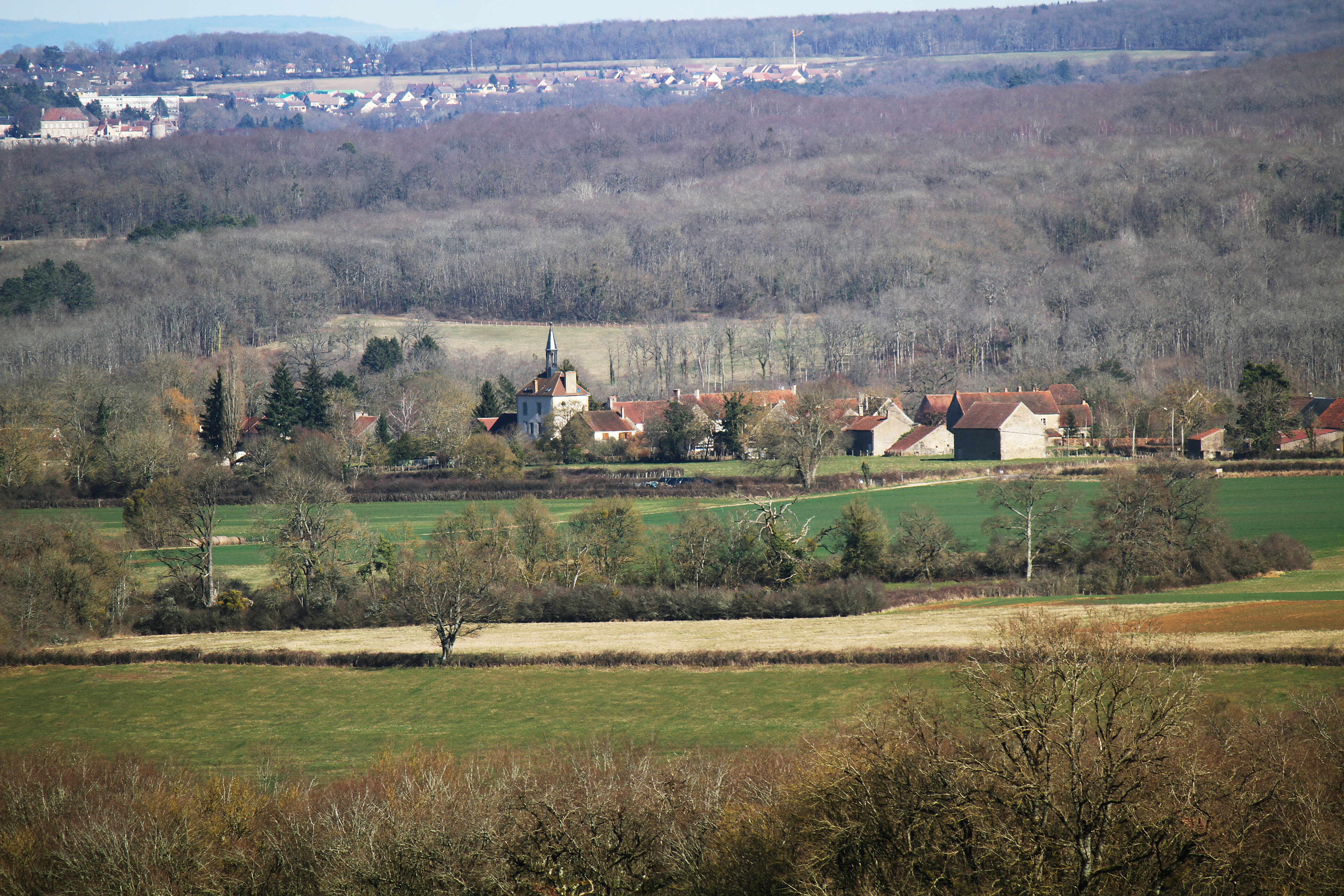
Le village d'Island et les bois communaux, au loin les faubourgs d'Avallon

### Les hameaux
- Le Petit-Island, chef-lieu
- Le Grand-Island
- Champ-Gachot

Différents lieux-dits : Au Couchant, qui produisait du vin. Près de là : le Montmarte (Mons Martis) et le Montjoie (Mons Jovis).

### Climat
Pour des articles plus généraux, voir Climat de la Bourgogne-Franche-Comté et Climat de l'Yonne.
En 2010, le climat de la commune est de type climat océanique dégradé des plaines du Centre et du Nord, selon une étude du Centre national de la recherche scientifique s'appuyant sur une série de données couvrant la période 1971-2000. En 2020, Météo-France publie une typologie des climats de la France métropolitaine dans laquelle la commune est exposée à un climat océanique altéré et est dans la région climatique  Lorraine, plateau de Langres, Morvan, caractérisée par un hiver rude (1,5 °C), des vents modérés et des brouillards fréquents en automne et hiver. 
Pour la période 1971-2000, la température annuelle moyenne est de 10,6 °C, avec une amplitude thermique annuelle de 15,8 °C. Le cumul annuel moyen de précipitations est de 771 mm, avec 12,2 jours de précipitations en janvier et 8,2 jours en juillet. Pour la période 1991-2020, la température moyenne annuelle observée sur la station météorologique de Météo-France la plus proche, « St André », sur la commune de Saint-André-en-Terre-Plaine à 16 km à vol d'oiseau, est de 11,3 °C et le cumul annuel moyen de précipitations est de 849,9 mm. 
La température maximale relevée sur cette station est de 41,3 °C, atteinte le 24 juillet 2019 ; la température minimale est de −16 °C, atteinte le 20 décembre 2009,,. 
Les paramètres climatiques de la commune ont été estimés pour le milieu du siècle (2041-2070) selon différents scénarios d'émission de gaz à effet de serre à partir des nouvelles projections climatiques de référence DRIAS-2020. Ils sont consultables sur un site dédié publié par Météo-France en novembre 2022.

## Urbanisme

### Typologie
Au 1er janvier 2024, Island est catégorisée commune rurale à habitat dispersé, selon la nouvelle grille communale de densité à sept niveaux définie par l'Insee en 2022.
Elle est située hors unité urbaine. Par ailleurs la commune fait partie de l'aire d'attraction d'Avallon, dont elle est une commune de la couronne,. Cette aire, qui regroupe 74 communes, est catégorisée dans les aires de moins de 50 000 habitants,.

### Occupation des sols
L'occupation des sols de la commune, telle qu'elle ressort de la base de données européenne d’occupation biophysique des sols Corine Land Cover (CLC), est marquée par l'importance des territoires agricoles (51,4 % en 2018), une proportion identique à celle de 1990 (51,4 %). La répartition détaillée en 2018 est la suivante : 
forêts (48,6 %), prairies (44,8 %), zones agricoles hétérogènes (3,4 %), terres arables (3,2 %). L'évolution de l’occupation des sols de la commune et de ses infrastructures peut être observée sur les différentes représentations cartographiques du territoire : la carte de Cassini (XVIIIe siècle), la carte d'état-major (1820-1866) et les cartes ou photos aériennes de l'IGN pour la période actuelle (1950 à aujourd'hui).

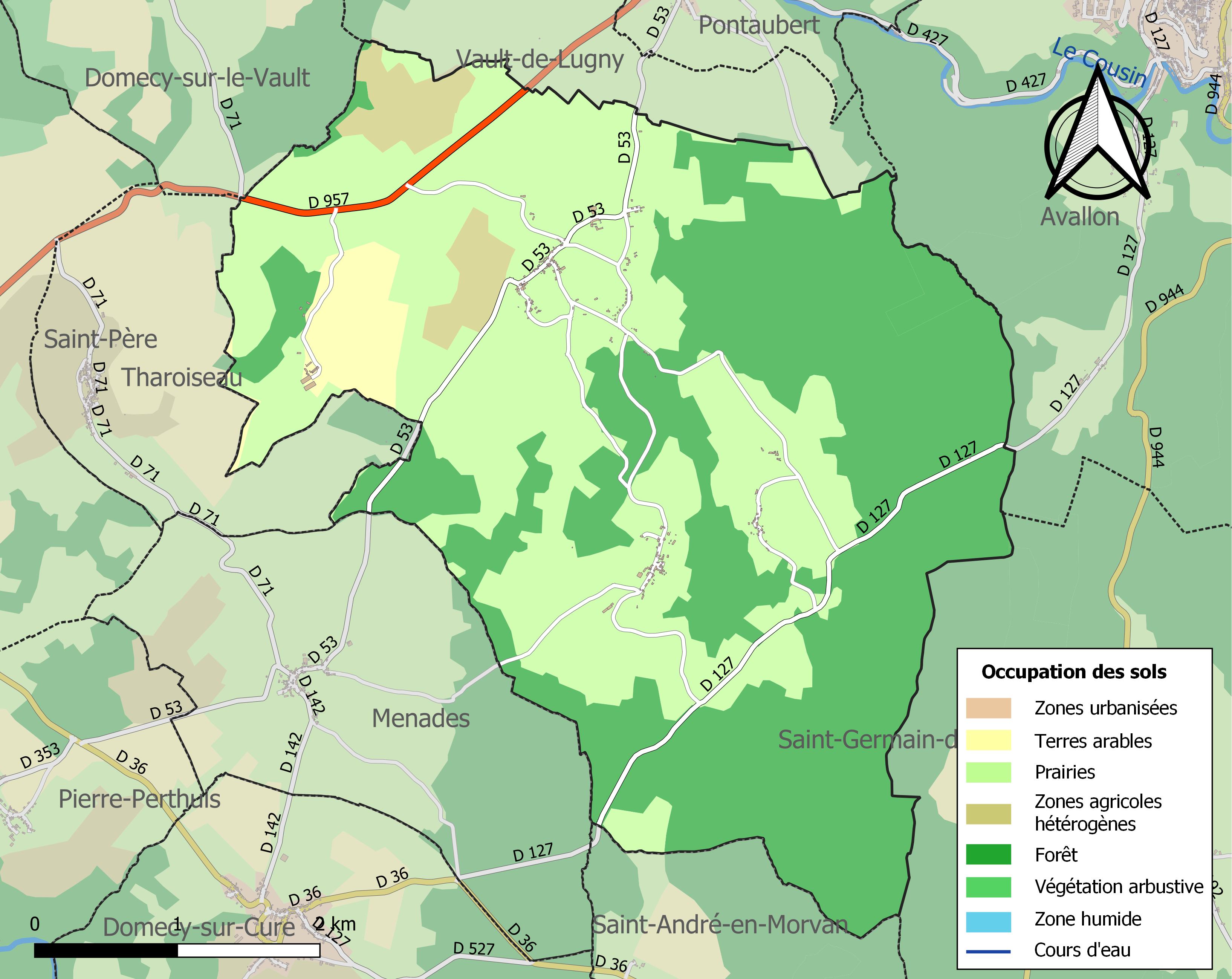
Carte des infrastructures et de l'occupation des sols de la commune en 2018 (CLC).

## Histoire
Son nom viendrait en fait d'une origine gallo-romaine selon l'Abbé Baudiau, car on voit tout autour de l'église qui est hors du bourg, et surtout sur les bords du chemin longeant cet édifice de nombreux débris de tuiles à rebords, de poteries antiques, des tronçons de colonnes, qui attestent, qu'il y avait en ces lieux une villa romaine. Son surnom de Le Saulsois venant du latin: salicibus, lieu planté de saules. Ce village possédait au XIXe siècle une maison d'école publique, surmontée d'un petit dôme, renfermant une horloge.

## Politique et administration
| Période   | Période      | Identité     | Étiquette | Qualité  |
| --------- | ------------ | ------------ | --------- | -------- |
| mars 2001 | février 2015 | Gérard Fèvre | SE        | Retraité |
| 2015      | En cours     | Paule Buffy  |           |          |

## Démographie
L'évolution du nombre d'habitants est connue à travers les recensements de la population effectués dans la commune depuis 1793. Pour les communes de moins de 10 000 habitants, une enquête de recensement portant sur toute la population est réalisée tous les cinq ans, les populations de référence des années intermédiaires étant quant à elles estimées par interpolation ou extrapolation. Pour la commune, le premier recensement exhaustif entrant dans le cadre du nouveau dispositif a été réalisé en 2005.

En 2022, la commune comptait 188 habitants, en évolution de +2,17 % par rapport à 2016 (Yonne : −1,95 %, France hors Mayotte : +2,11 %).
| 1793 | 1800 | 1806 | 1821 | 1831 | 1836 | 1841 | 1846 | 1851 |
| ---- | ---- | ---- | ---- | ---- | ---- | ---- | ---- | ---- |
| 429  | 457  | 443  | 505  | 526  | 504  | 494  | 495  | 506  |

| 1856 | 1861 | 1866 | 1872 | 1876 | 1881 | 1886 | 1891 | 1896 |
| ---- | ---- | ---- | ---- | ---- | ---- | ---- | ---- | ---- |
| 486  | 451  | 441  | 419  | 409  | 384  | 380  | 394  | 358  |

| 1901 | 1906 | 1911 | 1921 | 1926 | 1931 | 1936 | 1946 | 1954 |
| ---- | ---- | ---- | ---- | ---- | ---- | ---- | ---- | ---- |
| 335  | 308  | 285  | 241  | 231  | 219  | 232  | 202  | 176  |

| 1962 | 1968 | 1975 | 1982 | 1990 | 1999 | 2005 | 2006 | 2010 |
| ---- | ---- | ---- | ---- | ---- | ---- | ---- | ---- | ---- |
| 185  | 179  | 152  | 183  | 196  | 196  | 217  | 216  | 188  |

| 2015 | 2020 | 2022 | - | - | - | - | - | - |
| ---- | ---- | ---- | - | - | - | - | - | - |
| 185  | 188  | 188  | - | - | - | - | - | - |

## Lieux et monuments
- Église,

D'abord sous le vocable de l'Assomption de la Vierge, puis de Saint-Bénigme, apôtre à Dijon et de nouveau placée sous l'invocation de la Sainte-Vierge, en 1854. Édifice en forme de croix latine, et à sept cents pas du village au Nord-Ouest. Le chœur est voûté à nervures, il date du XIVe siècle. La nef, est pavée d'anciennes tombes. La chapelle Nord, dédiée à Notre-Dame, a été réparée en 1855, par les libéralités de la famille Ribaillier. La Chapelle Sud, jadis seigneuriale, est sous l'invocation de Saint-Bénigme. Sur le transept, s'élève une grosse tour, qui ne possédait plus de flèche en 1865.
- Le presbytère,

Était situé entre l'église et le village, semblant occuper l'emplacement d'un ancien manoir féodal, dont il subsiste des restes de fossés à la fin du XIXe siècle. Il fut donné à la commune, avec ses dépendances, de 17 ha, en vignes, prés et terres, le 28 septembre 1820,par Jean-Claude Blandin, curé de la paroisse, à la condition qu'il y aurait: toujours un prêtre de la religion catholique, apostolique et romaine, tel qu'il y en a toujours eu à Island, et que ses successeurs célébreraient, chaque année deux services, l'un pour le repos de son âme, l'autre pour Anne Blandin, sa sœur. Le revenu des biens, pendant la vacance de la cure, est par la volonté du testateur, dévolu de droit à la fabrique. Ces biens acquis pendant la Révolution, étaient sans doute, les dépendances de l'ancien presbytère car il les avait achetés avec l'intention de les rendre dit-il. Les services sont fixés au 13 août et 28 septembre. Ce curé a encore fondé, à l'hôpital d'Avallon, au moyen d'un don de six mille francs, un lit pour un malade pauvre d'Island. On voit sa tombe et celle de sa sœur dans le cimetière.
- Chapelle templière du Saulce d'Island

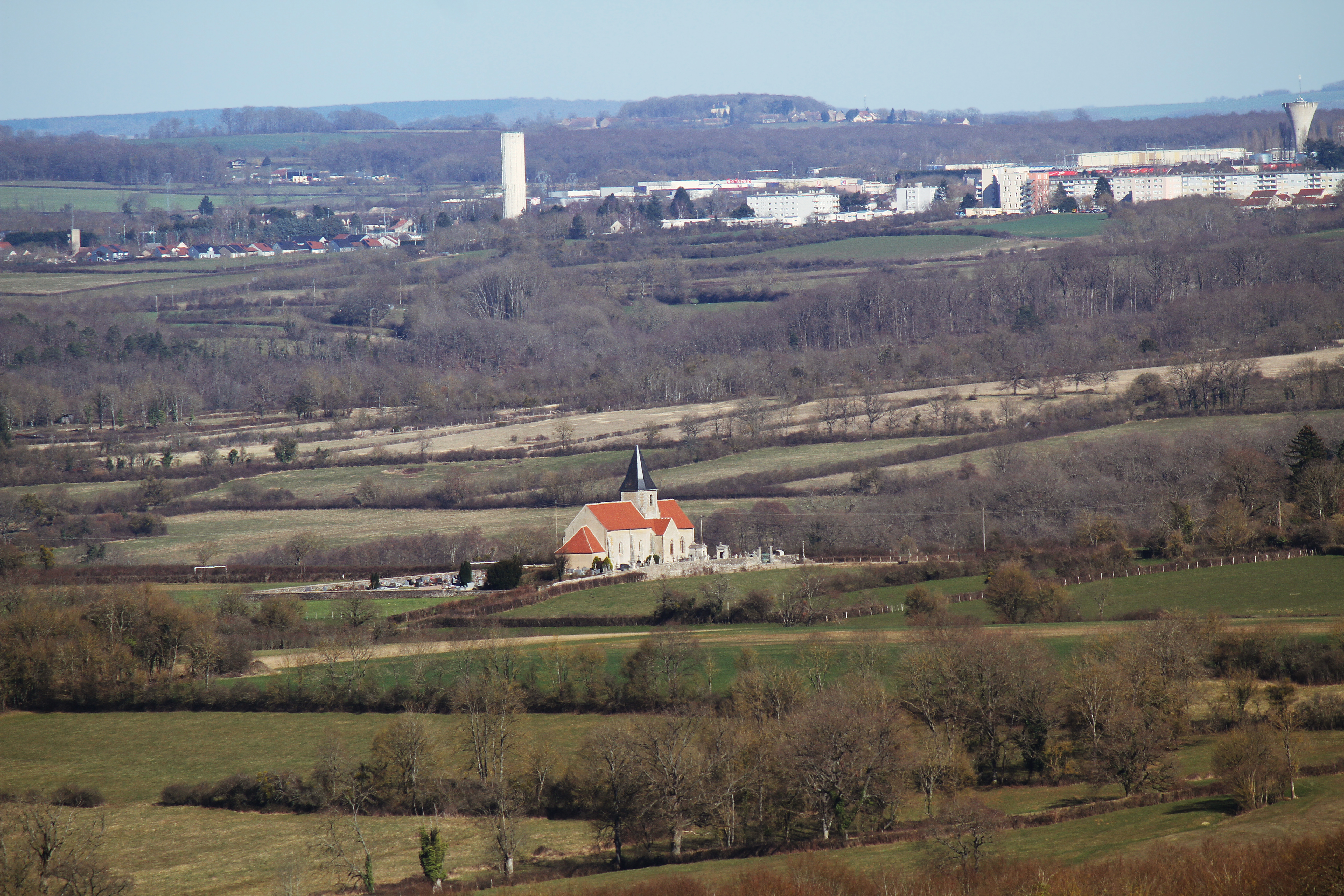
L'église et le cimetière à l'écart du village.
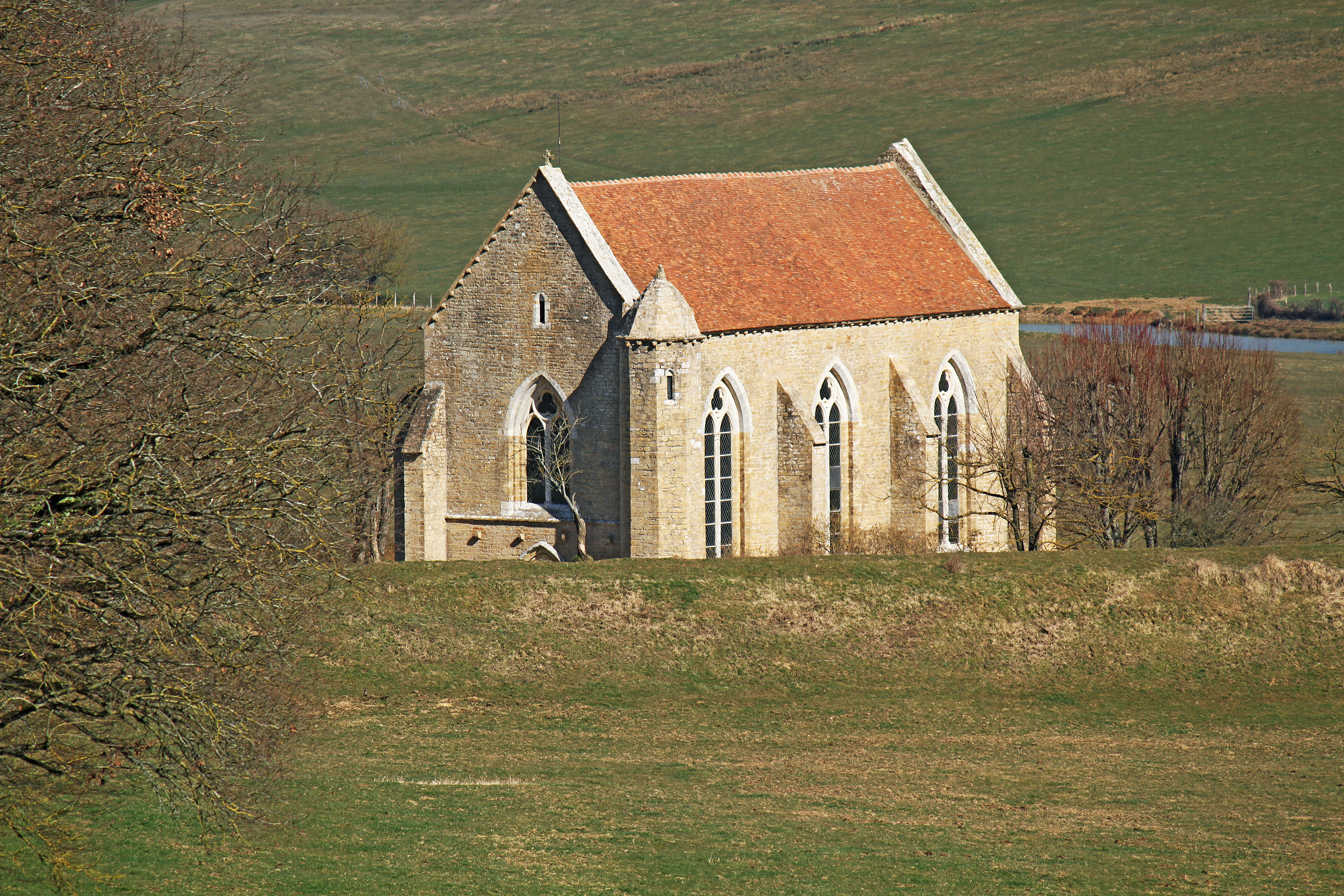
Chapelle templière du Saulce derrière la "chaussée" (ancienne digue).

## Pour approfondir

### Sources archivistiques
Les Archives nationales de France conservent sous la cote MC/ET/CXVII/1073 des documents concernant les anciennes seigneuries de Bourgogne (documents du XIVe siècle) sur Island (autrefois Island-le-Saulsois), Pisy (autrefois Pizy), Champ-Gachot, et autres lieux dans l’arrondissement de l’actuel Avallon (Yonne) : titres de propriété, vente des seigneuries, reconnaissance des droits de justice de la seigneurie d’Island-le-Saulsois, bail à cheptel, à moitié de bétail et d’abeilles, etc.